# Полет 5735 на „Чайна Ийстърн Еърлайнс“
Полет 5735 на „Чайна Ийстърн Еърлайнс“ е редовен вътрешен пътнически полет от международното летище „Кунмин Чангшуи“, Кунмин, до международното летище „Гуанджоу Байюн“, Гуанджоу в Китай. В 14:23 CST (06:23 UTC) на 21 март 2022 г. самолетът „Боинг 737-89P“ се спуска рязко по средата на полета и се удря в земята с висока скорост в окръг Тенг, Ужоу, Гуанси, и убива всички 132 пътници и екипаж на борда. Предварителните данни показват, че самолетът се движи със скорост близка до скоростта на звука, когато се разбива. Ударът на машината в земята създава кратер с ширина 30 м и дълбочина 20 м, където са открити повечето от останките.
Последното спускане и катастрофата са записани от охранителна камера в помещенията на местна минна компания. Видеото показва самолета в почти вертикално спускане секунди преди да удари земята. В множество доклади се твърди, че самолетът е умишлено разбит, но официалното разследване от Администрацията за гражданска авиация на Китай продължава.
Това е третата най-смъртоносна въздушна катастрофа в Китай след полет 3943 на „Чайна Саутерн Еърлайнс“ през 1992 г. и полет 2303 на „Чайна Нортуест Еърлайнс“ през 1994 г., най-смъртоносният въздушен инцидент в историята на „Чайна Ийстърн Еърлайнс“ и най-смъртоносната самолетна катастрофа през 2022 г.